# أمبيلوي (سيرري)
أمبيلوي (Άμπελοι) هي مدينة في سيرري في مقاطعة فوريا إلادا في اليونان.
يبلغ عدد سكانها حوالي 1162 نسمة.